# Hayden Valley
Das Hayden Valley ist ein breites, flaches Tal zwischen dem Yellowstone Lake und dem Grand Canyon of the Yellowstone im Yellowstone-Nationalpark im US-Bundesstaat Wyoming. 1874 benannte Lord Dunraven es nach dem Geologen Ferdinand V. Hayden, der in der zweiten Hälfte des 19. Jahrhunderts zwei Forschungsreisen in das Yellowstone-Gebiet leitete.
Durch das Tal schlängelt sich sowohl der Yellowstone River als auch parallel dazu die Grand Loop Road, die hier vom Yellowstone Lake nach Canyon Village führt. Das Hayden Valley ist bei Park-Besuchern beliebt für seine reiche Tierwelt. Oft können große Bison-Herden beobachtet werden, zuweilen auch Wapitis, Elche, Wölfe und Grizzlybären. Das Hayden Valley liegt in einer Caldera, die sich beim letzten großen Vulkanausbruch vor über 600.000 Jahren gebildet hat. Während der letzten Kaltzeit formte sich das Bett des Yellowstone Lakes, mit dem Hayden Valley als Teil davon. Als sich das Wasser langsam aus dem Tal zurückzog und sich der See auf seine heutige Größe redimensionierte, hinterließ er einen feinen Silt- und Ton-Boden. Dieser Boden lässt gute Nahrung für Wild wachsen, jedoch nur bedingt Bäume.